# Żółtosocza

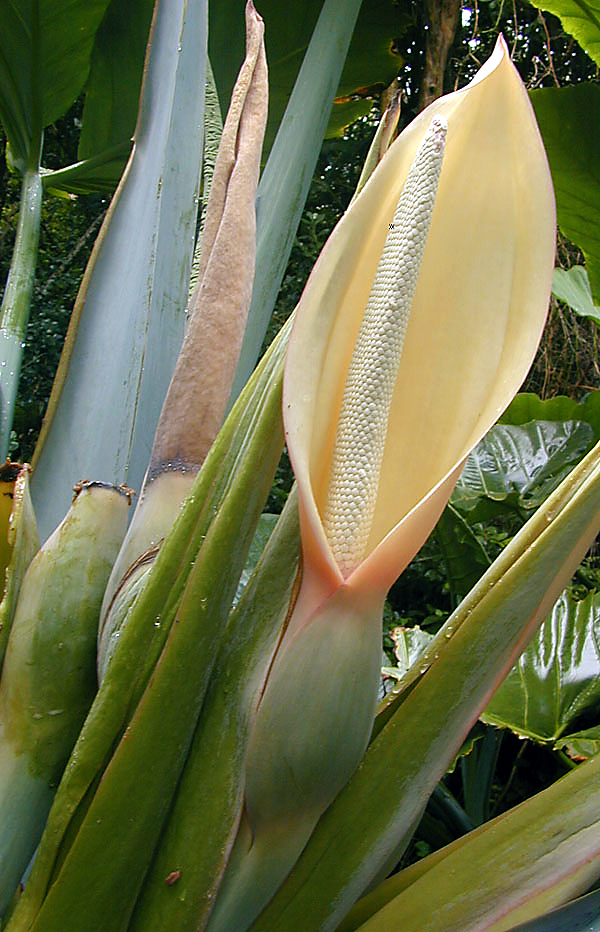
Kwiatostan Xanthosoma sagittifolium

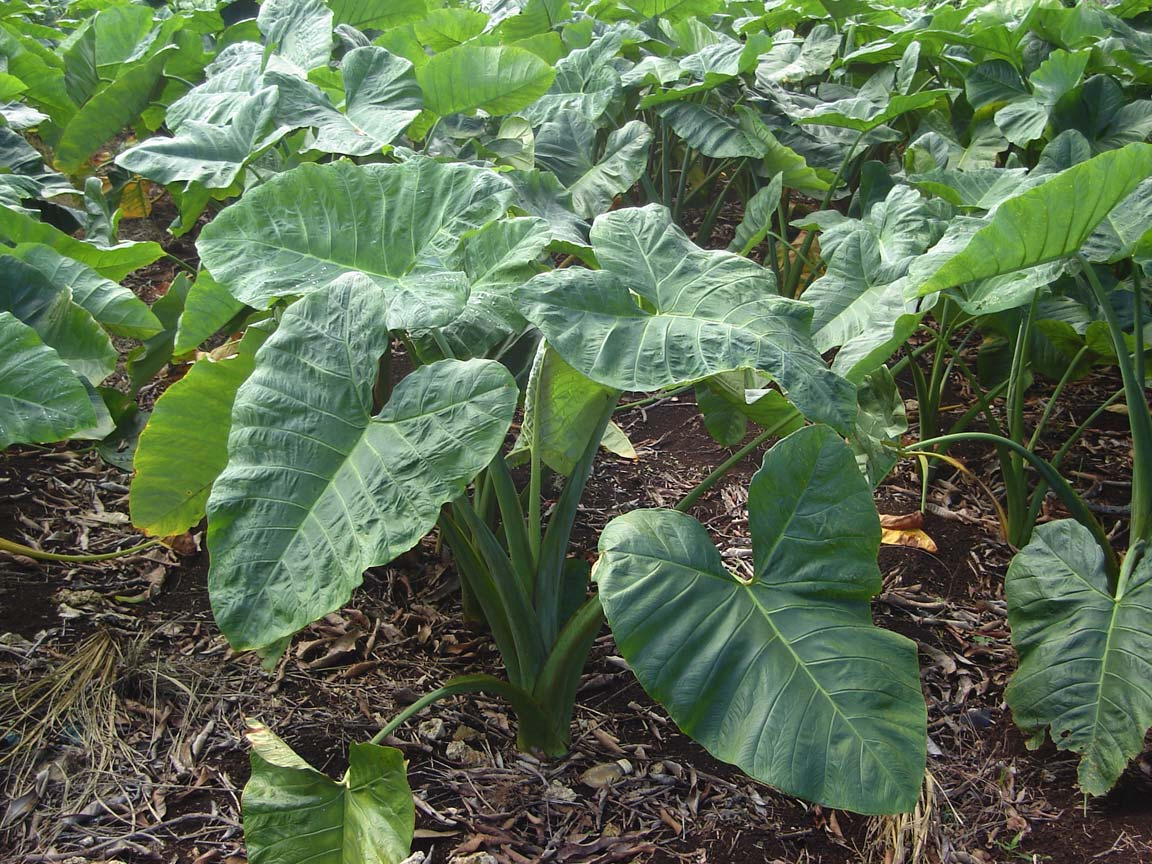
Liście Xanthosoma sagittifolium

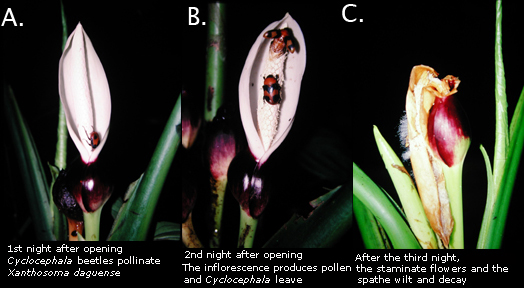
Proces zapłodnienia żółtosoczy

Żółtosocza, ksantosoma lub malanga (Xanthosoma Blume ex Decne.) – rodzaj roślin należący do rodziny obrazkowatych, liczący około 73 gatunki pochodzące z Meksyku i tropikalnych regionów Ameryki Środkowej i Południowej, uprawiane również w Teksasie, na Florydzie, w zachodniej Afryce, na Półwyspie Iberyjskim, w Chinach i Australazji. Gatunkiem typowym jest Xanthosoma sagittifolium (L. Schott).

## Morfologia
PokrójRośliny zielne o wysokości 50–200 cm.
ŁodygaRośliny z rodzaju żółtosoczy tworzą bulwy lub kłącza, a niektóre gatunki również podziemne rozłogi. Na pędach podziemnych tych roślin powstają bulwy przybyszowe. Młode rośliny nie tworzą łodygi naziemnej. U starszych osobników u podstawy pędu, w miejscu śladów po opadłych liściach, tworzy się pierścieniowate nabrzmienie (caudex) o wysokości kilku centymetrów, tworzące łodygo-podobne odrośla.
LiścieKształt liści przeważnie strzałkowato-jajowaty, również sercowato-oszczepowaty (np. X. hannoniae Croat) i pierzasty, klapowany do siecznego (np. X. wendlandii (Schott) Schott). Liście położone przeważnie horyzontalnie (również pionowo, skierowane do góry lub do dołu). Blaszki o długości od 25 do 150 cm przeważnie całobrzegie, u niektórych gatunków pofałdowane, zielone lub rdzawe, u niektórych gatunków kolor spodu liścia jest inny niż kolor wierzchu. Nerwacja liści pierzasta, zamknięta. Centralna wiązka przewodząca bardzo wyraźna, rozgałęzia się u nasady na dwie wiązki pierwszorzędowe, skierowane do obu płatów. Wszystkie żyłki przewodzące schodzą się do jednej (lub więcej) żyłki zbiorczej, położonej na krawędzi liścia. Ogonek jest dłuższy od blaszki, zielony, rdzawy lub zielony z rdzawymi plamami, cylindryczny i lekko zwężający. Brzeg blaszki zielony, czerwony lub żółty. Wiązki przewodzące białe, zielone lub czerwono-purpurowe; mogą być w innym kolorze niż blaszka liścia. Ogonki oraz liście zawierają przezroczysty, biały lub żółtawy sok mleczny.
KwiatyRośliny jednopienne. Szypułka jest krótsza od ogonków liści i wyrasta osobno. Kwiatostan typu pseudancjum składa się z zielonej, białej, żółtej lub różowej pochwy, o długości od 10 do 30 cm, oraz krótszej od niej kolby. Wierzchołek pochwy zwężający, tępy lub ostry. Kwiaty bezpłatkowe, żeńskie położone są w dolnej, a męskie w górnej części kolby. Obie płcie przedzielone są paskiem kwiatów jałowych. Dolna część pochwy tworzy zamkniętą komorę chroniącą słupki i prątniczki. W porze kwitnienia górna część pochwy otwiera się odsłaniając pręciki. Kwiaty żeńskie białe, żółte lub jasnopomarańczowe, kwiaty męskie i jałowe białe lub różowe.
OwoceJagody, zielone do purpurowych, zawierające od 20 do 30 nasion.

## Biologia i ekologia
RozwójByliny wiecznie zielone, przeważnie geofity, również chamefity (np. X. caracu), helofity (np. X. striatipes) i nanofanerofity (np. X. maximiliani). Rośliny rozmnażają się generatywnie oraz wegetatywnie, z bulw przybyszowych. Kwiaty ukazują się przez cały rok.
Okres kwitnienia żółtosoczy trwa dwa dni. Pierwszego wieczoru około godziny 16:00 pochwa otwiera się na wysokości kwiatów męskich, a roślina zaczyna podnosić temperaturę wewnątrz komory z kwiatami żeńskimi i jałowymi (około godziny 18:00 temperatura osiąga maksimum ok. 42 °C), wydzielając jednocześnie świeży, słodki zapach, który zwabia chrząszcze z rodzaju Cyclocephala (podrodzina rohatyńcowatych). Przez kolejne cztery godziny kwiatostan schładza się do temperatury otoczenia. Owady przez noc i kolejny dzień żerują na prątniczkach oraz kopulują, zostawiając pyłek, którymi są pokryte, na ściankach komory pochwy i kwiatach żeńskich. Następnego wieczoru roślina ponownie podnosi temperaturę kwiatostanu, do poziomu 34 °C, co pobudza chrząszcze do wspinania się po kolbie. Ponieważ w tym czasie otwierają się kwiaty męskie, owady odlatują z rośliny pokryte pyłkiem. Zapłodnione zalążnie przekształcają się w owoce przez 2 kolejne miesiące. Po zakończeniu dojrzewania pochwa odpada, odsłaniając około 300 miękkich jagód. W razie braku zapłodnienia kwiatostan zamiera po około 3 dniach po zakończeniu okresu kwitnienia. Przeciętnie kwiatostan zwabia około 7 chrząszczy, obserwowano jednak nawet 38 owadów w jednym kwiatostanie. Mechanizm podnoszenia temperatury kwiatostanu przez żółtosocza inicjowany jest przez światło słoneczne, które daje początek reakcji chemicznej, w której mediatorem jest kwas salicylowy.
SiedliskoRóżnorodność gatunkowa rodzaju przekłada się na zróżnicowanie siedliskowe. Większość gatunków rośnie w dobrze przepuszczalnych glebach, w cieniu wilgotnych lasów tropikalnych i na brzegach rzek, niektóre zaś na otwartych i gorących sawannach i przy drogach.
Interakcje z innymi gatunkamiPo przekwitnięciu rośliny otwarta komora pochwy zbiera wodę deszczową, która zmieszana z pyłkiem tworzy mikroekosystem wodny (fitotelmę), zasiedlany przez stawonogi. Głównymi lokatorami fitotelm są roztocze, skorki, pluskwiaki z rodziny tasznikowatych, larwy ochotkowatych, bzygowatych i ćmiankowatych oraz chrząszcze z rodziny pływakowatych, kusakowatych, ryjkowcowatych i z gatunku Macrostola costulata z rodziny łyszczynkowatych. Owady te żywią się sokami roślinnymi, pyłkiem i obumarłymi szczątkami rośliny, a także innymi mieszkańcami mikroekosystemu.
Oprócz rohatyńcowatych kwiaty żółtosoczy są również odwiedzane przez pszczoły z plemienia Euglossini i chrząszcze z rodziny łyszczynkowatych. Na owocach tych roślin żerują owocożerne nietoperze i muchówki z rodziny wywilżankowatych.

## Systematyka
Rodzaj należy do podrodziny Aroideae z rodziny obrazkowatych.
Gatunki
| - Xanthosoma acutum (E.G.Gonç.) - Xanthosoma akkermansii ((G.S.Bunting) Croat) - Xanthosoma aristeguietae ((G.S.Bunting) Madison) - Xanthosoma auriculatum (Regel) - Xanthosoma baguense (Croat) - Xanthosoma bayo (G.S.Bunting) - Xanthosoma belophyllum ((Willd.) Kunth) - Xanthosoma bilineatum (Rusby) - Xanthosoma bolivaranum (G.S.Bunting) - Xanthosoma brasiliense ((Desf.) Engl.) - Xanthosoma brevispathaceum (Engl.) - Xanthosoma caladioides (Grayum) - Xanthosoma caracu (K.Koch & C.D.Bouché) - Xanthosoma caulotuberculatum (G.S.Bunting) - Xanthosoma conspurcatum (Schott) - Xanthosoma contractum (G.S.Bunting) - Xanthosoma cordatum (N.E.Br.) - Xanthosoma cordifolium (N.E.Br.) - Xanthosoma cubense ((Schott) Schott) - Xanthosoma daguense (Engl.) - Xanthosoma dealbatum (Grayum) - Xanthosoma eggersii ((Engl.) Engl.) - Xanthosoma exiguum (G.S.Bunting) - Xanthosoma flavomaculatum (Engl.) - Xanthosoma fractum (Madison) - Xanthosoma granvillei (Croat & Thomps.) - Xanthosoma guttatum (Croat & D.C.Bay) - Xanthosoma hebetatum (Croat & D.C.Bay) - Xanthosoma helleborifolium ((Jacq.) Schott) - Xanthosoma hylaeae (Engl. & K.Krause) - Xanthosoma latestigmatum (Bogner & E.G.Gonç.) - Xanthosoma longilobum (G.S.Bunting) - Xanthosoma lucens (E.G.Gonç.) - Xanthosoma mafaffoides (G.S.Bunting) - Xanthosoma mariae (Bogner & E.G.Gonç.) - Xanthosoma maroae (G.S.Bunting) - Xanthosoma maximiliani (Schott) | - Xanthosoma mendozae (Matuda) - Xanthosoma mexicanum (Liebm.) - Xanthosoma narinoense (Bogner & L.P.Hannon) - Xanthosoma nitidum (G.S.Bunting) - Xanthosoma obtusilobum (Engl.) - Xanthosoma orinocense (G.S.Bunting) - Xanthosoma paradoxum ((Bogner & Mayo) Bogner) - Xanthosoma pariense (G.S.Bunting) - Xanthosoma peltatum (G.S.Bunting) - Xanthosoma pentaphyllum ((Schott) Engl. in C.F.P. von Martius & auct. suc.) - Xanthosoma platylobum ((Schott) Engl. in C.F.P. von Martius & auct. suc.) - Xanthosoma plowmanii (Bogner) - Xanthosoma poeppigii (Schott) - Xanthosoma pottii (E.G.Gonç.) - Xanthosoma puberulum (Croat) - Xanthosoma pubescens (Poepp. in E.F.Poeppig & S.L.Endlicher) - Xanthosoma pulchrum (E.G.Gonç.) - Xanthosoma riedelianum ((Schott) Schott) - Xanthosoma riparium (E.G.Gonç.) - Xanthosoma robustum (Schott) - Xanthosoma sagittifolium ((L.) Schott in H.W.Schott & S.L. Endlicher) – żółtosocza strzałkowata - Xanthosoma saguasense (G.S.Bunting) - Xanthosoma seideliae (Croat) - Xanthosoma stenospathum (Madison) - Xanthosoma striatipes ((Kunth & C.D.Bouché) Madison) - Xanthosoma striolatum (Mart.) - Xanthosoma syngoniifolium (Rusby) - Xanthosoma tarapotense (Engl.) - Xanthosoma trichophyllum (K.Krause) - Xanthosoma trilobum (G.S.Bunting) - Xanthosoma ulei (Engl.) - Xanthosoma undipes ((K.Koch & C.D.Bouché) K.Koch) - Xanthosoma viviparum (Madison) - Xanthosoma weeksii (Madison) - Xanthosoma wendlandii ((Schott) Standl.) - Xanthosoma yucatanense (Engl.) |

## Nazewnictwo
Toponimia nazwy naukowejNazwa łacińska Xanthosoma pochodzi od greckich słów xanthos (żółty) i soma (ciało) i odnosi się do koloru słupków tych roślin.
Synonimy taksonomiczneAcontias (Schott in H.W.Schott & S.L.Endlicher) i Cyrtospadix (K.Koch).

## Zagrożenia i ochrona
Dwa gatunki z rodzaju żółtosocza znajdują się w Czerwonej księdze gatunków zagrożonych.
Xanthosoma eggersii
Kategoria: EN (zagrożony) A4c wersja 3.1

Rok oceny: 2003

Główne zagrożenie: Niszczenie siedlisk (endemiczny gatunek Ekwadoru, znanych jest 8 subpopulacji).
Xanthosoma weeksii
Kategoria: NT (bliski zagrożenia) wersja 3.1

Rok oceny: 2003

Główne zagrożenie: Niszczenie siedlisk (endemiczny gatunek Ekwadoru, znane są 4 subpopulacje).

## Zastosowanie

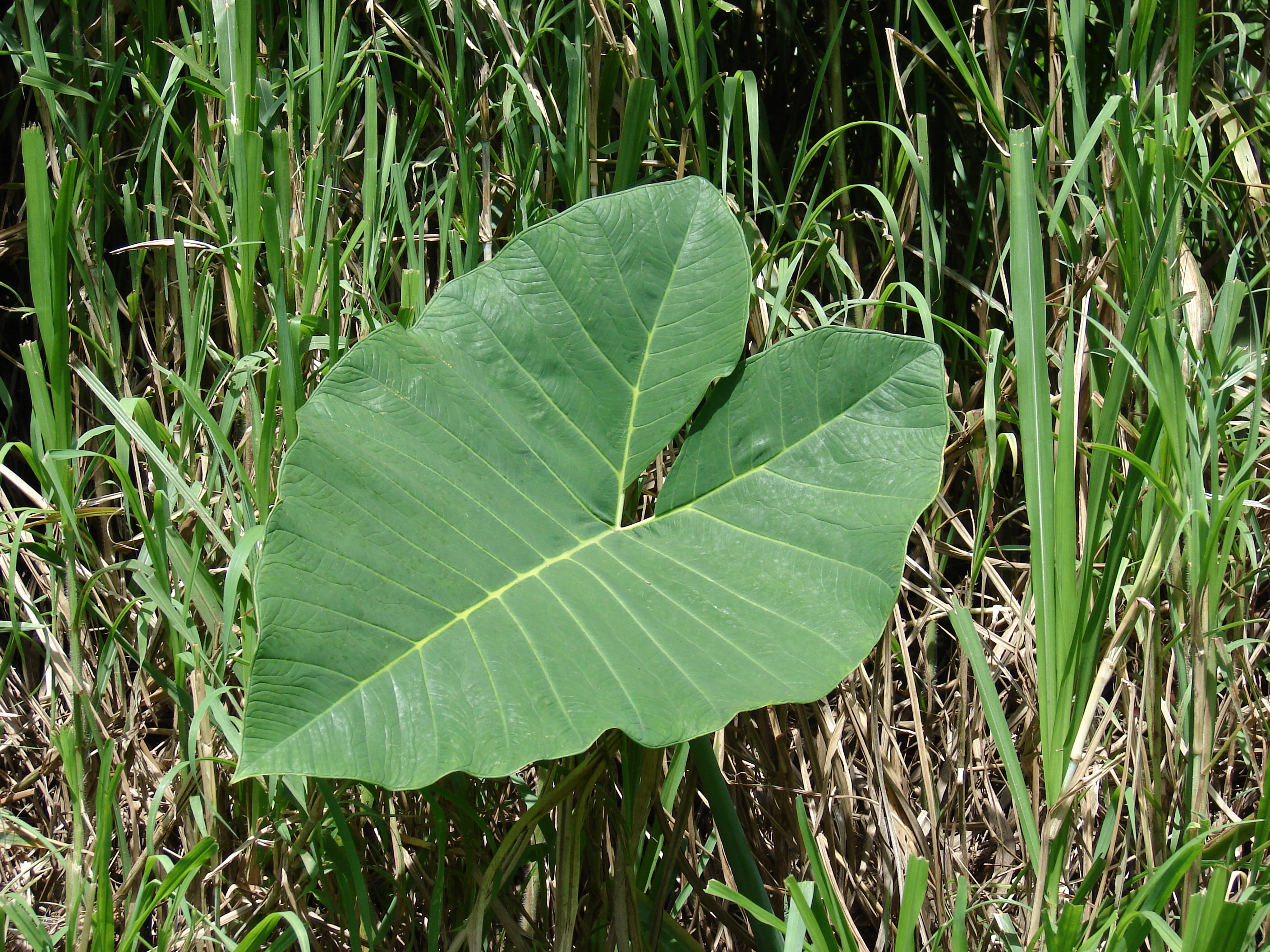
Liść Xanthosoma robustum

Rośliny jadalneŻółtosocza strzałkowata jest uprawiana przemysłowo z uwagi na bogate w skrobię bulwy o długości około 20 cm. Pędy te w stanie surowym są cierpkie, a spożyte na surowo powodują zapalenie przewodu pokarmowego. Spożywa się je po ugotowaniu lub smażeniu w głębokim oleju (jak frytki). Na Kubie osoby z łagodnymi wrzodami przewodu pokarmowego stosują dietę z gotowanych bulw tej rośliny. Na Wyspach Karaibskich oraz w Azji gatunek ten uprawia się również z uwagi na jadalne liście, które są spożywane jako jarzyna sałatkowa.
Bulwy zawierają od 15 do 39% węglowodanów, 2 do 3% białka i 70 do 77% wody.
Rośliny ozdobneŻółtosocza strzałkowata z uwagi na ozdobne i efektownie unerwione liście, uprawiany jest również jako roślina ozdobna, szczególnie w paludariach, a w krajach o ciepłym klimacie także jako roślina ogrodowa.
InneLiście roślin z gatunku X. robustum o wymiara 150×200 cm używane są przez amerykańskich Indian do ochrony przed deszczem.

## Uprawa

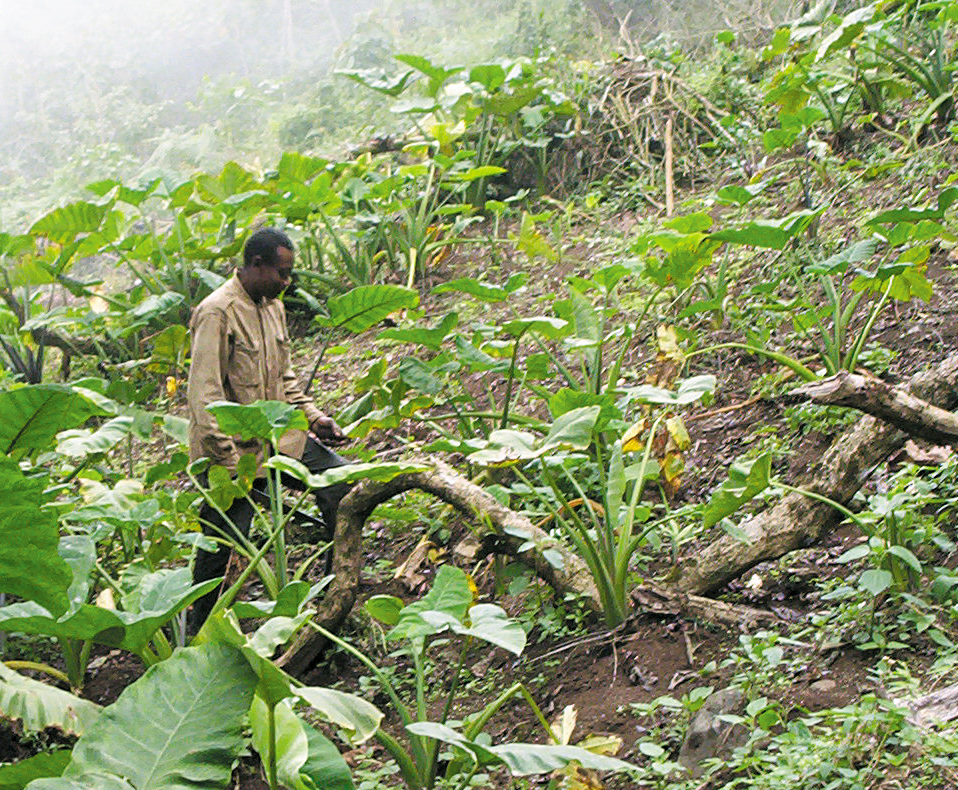
Uprawa żółtosoczy w Kamerunie

WymaganiaŻółtosocza strzałkowata wymaga miejsc ciepłych i nasłonecznionych, a także wysokiej wilgotności powietrza. Podłoże powinno być lekkie, żyzne, stale wilgotne; najlepsza jest mieszanka torfu, ziemi inspektowej i piasku. Temperatura w lecie powinna wynosić od 18 do 30 °C, a w zimie od 12 do 15 °C. Rozmnażanie polega na wysiewie nasion, podziale kłącza lub wysadzaniu bulw przybyszowych.
Produkcja na świecieUprawa żółtosoczy strzałkowatej była szeroko rozpowszechniona w Ameryce już w czasach odkrycia tych ziem przez Krzysztofa Kolumba. Obecnie gatunek ten uprawiany jest nie tylko w Ameryce, ale również w Afryce, Azji, Australazji i Europie. Nazwa zwyczajowa bulw tego gatunku to cocoyam (ang.), malanga, tannia lub yautia (hiszp.).
Przemysłowo cocoyam uprawiany jest jako roślina roczna. Sadzonki z nasion, podzielone bulwy lub bulwy przybyszowe wysadzane są w ziemnych kopcach, na głębokości powyżej 5 cm, aby ograniczyć tworzenie przypowierzchniowych bulw przybyszowych, ograniczających wydajność produkcji. Na hektarze sadzi się od 10.000 do 30.000 roślin. Szeroko rozpowszechnione jest chemiczne i organiczne nawożenie upraw, osiągające ponad pół tony nawozu na hektar. Zbiór następuje po 8–12 miesiącach i osiąga od 7 do 30 ton z hektara. Przed wprowadzeniem do obrotu bulwy są myte, suszone i dezynfekowane, a następnie chłodzone. W małych plantacjach zbiera się wyłącznie bulwy przybyszowe.
Produkcja światowa w roku 2008 wyniosła 393.134 ton. Głównymi producentami są: Kuba (240.000 ton), Wenezuela (79.101 ton), Peru (30.444 ton) i Dominikana (21.801 ton).
ChorobyRośliny atakowane są przez grzyby powodujące martwice, zgniliznę i śnieć bulw, bakterie Actinomyces, erwinia i Pseudomonas, atakujące młode rośliny i powodujące usychanie liści i gnicie pędów podziemnych, a także przez wirusy powodujące mozaikowatość liści.